# Elena Urrutia
María Elena Lazo de Mendizábal, más conocida como Elena Urrutia (Ciudad de México, 9 de enero de 1932-Ciudad de México, 30 de octubre de 2015) fue una periodista, escritora, investigadora y académica mexicana, pionera del feminismo y de los estudios de género en México. Fue una de las fundadoras y coordinadora del Programa Interdisciplinario de Estudios de la Mujer (PIEM) en El Colegio de México, el primer espacio universitario de su clase en América Latina.

## Trayectoria

### Primeros años
Elena Urrutia nació en la Ciudad de México el 9 de enero de 1932 y fue la cuarta de los seis hijos de una pareja católica y conservadora. Inició su educación primaria en el Colegio Francés, donde cursó hasta el quinto grado, para después continuar sus estudios en el Colegio del Sagrado Corazón, una institución religiosa, hasta terminar el bachillerato en filosofía y letras. Fue la primera mujer en su familia que decidió realizar una carrera universitaria; sus padres accedieron con la condición de que asistiera a una universidad jesuita.
Estudió psicología en la Universidad Iberoamericana de 1950 a 1954 y, a escondidas de sus padres, también asistía a clases y seminarios en la Universidad Nacional Autónoma de México. Para no tener que depender económicamente de sus padres, al mismo tiempo que cursaba sus estudios, comenzó a trabajar en un jardín de infantes y más tarde en la empresa cinematográfica Teleproducciones.
A los veintidós años, se casó con Óscar Urrutia y a partir de entonces comenzó a utilizar el apellido de su esposo. Tiempo después de contraer matrimonio, la pareja viajó a Bélgica, donde Óscar estudió urbanismo y Elena estudió lengua y literatura francesa en la Universidad Libre de Bruselas de 1956 a 1959. Al terminar sus estudios, ambos regresaron a México, y en el espacio de cinco años tuvieron cuatro hijos.

### Actividad profesional
En la década de 1970, Ramón Xirau la invitó a colaborar en su programa Los libros del día, que se transmitía en Radio Universidad, donde Elena comentaba libros escritos por mujeres o de temática femenina. Posteriormente, comenzó a escribir sobre mujeres en el periódico El Sol. También estuvo entre los fundadores del diario Unomásuno, donde escribía sobre mujeres, hacía entrevistas y críticas. Además, participó en la fundación del diario La Jornada, donde escribió sobre temas culturales en general, así como en el suplemento La Onda, del periódico Novedades.
Por otro lado, trabajó una temporada en la Casa del Lago, un centro cultural que pertenece a la UNAM, donde organizó el primer ciclo de conferencias enfocado a temas de la mujer. De ese ciclo se originó la primera compilación realizada por Elena Urrutia, Imagen y realidad de la mujer, publicado en 1975 en el contexto de la Conferencia Mundial sobre la Mujer de 1975, que tuvo lugar en México, donde conoció a Alaíde Foppa, con quien colaboraría para fundar en 1976 la revista Fem, la primera revista feminista de México, junto a otras intelectuales feministas como Margarita García Flores, Elena Poniatowska, Marta Lamas, Lourdes Arizpe, Margarita Peña y Beth Miller
En la revista, conoció a las feministas Lourdes Arizpe y Flora Botton, que trabajaban para El Colegio de México y le ayudaron a crear en esta institución el Programa Interdisciplinario de Estudios de la Mujer (PIEM) el 15 de marzo de 1983, con el apoyo de la Fundación Ford. Se trataba del primer espacio universitario de su clase en América Latina que coordinó durante trece años.
En su amplia trayectoria profesional dedicada al estudio sobre las mujeres y las relaciones de género quedó plasmado en artículos sobre feminicidio, aborto, mujeres y poder, entre muchos otros temas y a través de la docencia. Además integró el Centro de Estudios Sociológicos perteneciente al Colmex, dirigió la Casa del Lago y el Museo Universitario del Chopo.
Su compromiso con los derechos humanos de las mujeres también quedó reflejado en la organización de talleres de literatura femenina mexicana y de crítica literaria feminista, así como muchos otros enfocados en diversos problemas de la sociedad mexicana.
«Su contribución al feminismo en México fue fundamental y quedará plasmada en la historia de nuestro país como parte de la lucha ejemplar para el avance en materia de derechos de las mujeres.»
Sufrió una enfermedad pulmonar que la hizo retirar de la actividad académica y falleció de un paro cardiorespiratorio el 30 de octubre de 2015.

## Obra seleccionada

### Libros
- Nueve escritoras mexicanas nacidas en la primera mitad del siglo XX y una revista (2006)

- Carolina Amor de Fournier, tipógrafa del siglo XX (2005) —coautora—

- La Mujer en la Literatura del Mundo Hispánico, capítulo «Elena Poniatowska: escritos en un marco feminista» (2005)

- Escritura femenina y reivindicación de género en América Latina, capítulo «Elena Poniatowska: escritos en un marco feminista» (2004)

- Mujer, cultura y sociedad en América Latina, capítulo «Viajeras finiseculares» (2003)

- Mujeres mexicanas del Siglo XX. La otra revolución tomo I, capítulo «Una osadía sin distorsión» (2003)

- La mujer en la lucha por la unidad de nuestra América, capítulo «Conciencia social, conciencia política» (2003)

- Elena Urrutia, Estudios sobre las mujeres y las relaciones de género en México: aportes desde diversas disciplinas, capítulo «Tres lustros de estudios de la Mujer, estudios de género en el PIEM» (2002)

- Estudios sobre las mujeres y las relaciones de género en México: aportes desde diversas disciplinas (2002)

- Mujeres latinoamericanas: Historia y cultura. Siglos XVI al XIX, Tomo I, capítulo «Primeros siglos de historia; la mujer en la cultura mexicana» (1997)

- Humanismo, mujer, familia y sociedad, capítulo «El ser femenino desde la perspectiva cultural» (1996)

- Tiempo cerrado, tiempo abierto. Sergio Pitol ante la crítica, capítulo «El teñido de una flauta» (1994)

- Sexismo y racismo en el marco de los estudios de la mujer (1993)

- Y diversa de mí misma entre vuestras plumas ando. Homenaje Internacional a Sor Juana Inés de la Cruz (1993) —coordinadora—

- ¡Por la literatura! Mujeres y escritura en México, capítulo «De cómo tener éxito haciendo amigos» (1992)

- Mujer y sida (1992)

- La pintura y las mujeres (1991)

- Mujer y literatura mexicana y chicana: Culturas en contacto. Volumen 2 (1990) —coeditora—

- Mujer y literatura mexicana y chicana: Culturas en contacto (1988) —coeditora—

- Imagen y realidad de la mujer (1975) —compilación—